# Antoine Bussy
Antoine Alexandre Brutus Bussy (29 de maig de 1794, Marsella - 1 de febrer de 1882, París) fou un farmacèutic i químic francès conegut per haver aïllat per primera vegada l'element beril·li el 1828.

## Vida
Bussy el batxillerat al Liceu de Lió i a l'edat de 19 anys entrà a l'École Polytechnique de París. Juntament amb els seus companys de promoció (X 1813), participà en la defensa de París contra els Aliats, després de la caiguda de Napoleó. Lluità a Buttes-Chaumont i Vincennes, on fou lleument ferit per la llança d'un cosac. Descoratjat pel canvi en el règim polític, abandonà la carrera que podria haver seguit i acceptà una feina a una farmàcia a Lió, on hi romangué durant tres anys. El 1818, es traslladà un altre cop a París per continuar els seus estudis i treballà primer a la farmàcia de Félix Henri Boudet (1806-1878) i després a la de Pierre Jean Robiquet (1780-1840), amb qui col·laborà en molts les seves investigacions, i es va convertir en director del laboratori que Robiquet tenia a la seva fàbrica de productes químics i farmacèutics.
El 1821, fou nomenat préparateur de chimie a l'Escola de Farmàcia de París; el 1823, després de graduar-se com farmacèutic, fou nomenat professor adjunt i, set anys més tard (1830), promogut a professor titular. En 1844, assumí la direcció de l'escola (1844-1873) en substitució de Edme Jean Baptiste Bouillon-Lagrange (1764-1844). Romangué en aquest lloc fins a la seva jubilació en 1873, quan fou nomenat director honorari de l'escola.
El 1824, Bussy fou elegit membre de l'Acadèmia Nacional de Medicina i es convertí en el seu president en 1856. Fou elegit dues vegades president de la Societat de Farmàcia (1836 i 1868). El 1850, fou elegit membre de l'Académie des Sciences reemplaçant al matemàtic Louis Benjamin Francoeur (1773-1849) i el 1856 es convertí en Oficial de la Légion d'Honneur. Fou membre del Conseil d'Hygiene et de salubrité del Sena i del Comitè Consultatif d'Hygiène Publique de França, i també un dels fundadors de la Union Scientifique des Pharmaciens de France.

## Obra

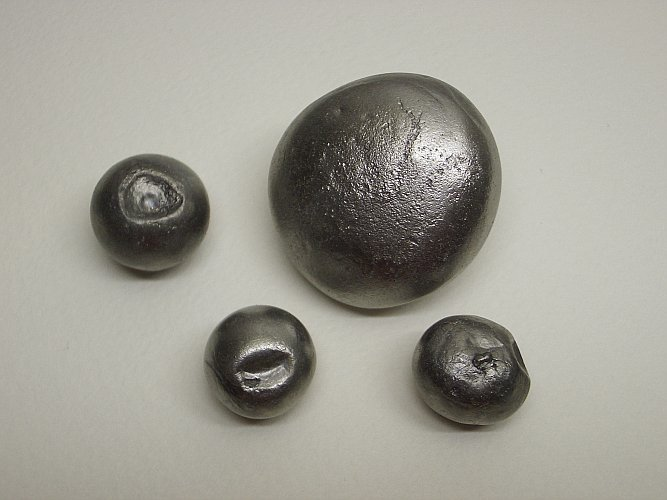
Bolletes de beril·li

Bussy realitzà contribucions importants en moltes àrees de la química inorgànica i orgànica. En un estudi sobre les propietats blanquejants del carbó animal, demostrà que el poder absorbent era a causa del carbó, de la seva superfície i porositat. Fou el primer a liquar molts gasos, com el diòxid de sofre, clor, amoníac, cianogen, i sulfur d'hidrogen. Amb aquestes investigacions aconseguí les temperatures més baixes conegudes fins al moment. La Société de Pharmacie convocà un concurs per esbrinar si l'àcid sulfúric pot existir en absència d'aigua. Bussy obtingué el primer premi pel descobriment de triòxid de sofre. Demostrà que en la fabricació d'àcid sulfúric en les cambres de plom hi intervenia un compost intermedi de nitrosil. Estudià materials grassos en col·laboració amb Louis René Lecanu (1800-1871), especialment l'oli de ricí, i en un estudi del 1833 encunyà el nom d'acetona per a la propanona, i l'origen del sufix -ona per anomenar les cetones. Dilucidà el mecanisme de formació de l'essència de mostassa, i en determinà la naturalesa dels compostos que la produeixen. Descobrí que la magnèsia era l'antídot pels casos produïts per enverinament d'àcid arseniós, i resolgué la qüestió dels seus isòmers. També sintetitzà i informà de la composició d'alguns nous oxalats dobles resultants de la combinació d'oxalat de potassi i els oxalats de ferro, alumini i crom. Fou el primer a fer l'anàlisi exacte d'alcaloides, especialment la morfina, on hi descobrí la presència i quantitat de nitrogen, una idea molt debatuda en el seu temps.
L'agost del 1828, aïllà per primera vegada un nou element químic, el beril·li, de forma independent de l'alemany Friedrich Wöhler, fent reaccionar potassi i clorur de beril·li fus. Després que Humphry Davy el 1809 aconseguís produir una petita quantitat de magnesi impur per electròlisi, Bussy aconseguí, el 1828, preparar-ne una quantitat major i pura. El 1831 descriví un mètode de preparació del magnesi per escalfament del clorur de magnesi barrejat amb una petita quantitat de potassi en un tub de vidre. En netejar el clorur de potassi format observà uns petits glòbuls de magnesi metàl·lic.